# Chiesa dei Santi Giacomo e Cristoforo (Grigno)
La chiesa dei Santi Giacomo e Cristoforo  è un'ex chiesa cattolica situata nel comune di Grigno, in provincia e arcidiocesi di Trento; antica pieve, è ora sconsacrata e destinata ad attività culturali.

## Storia

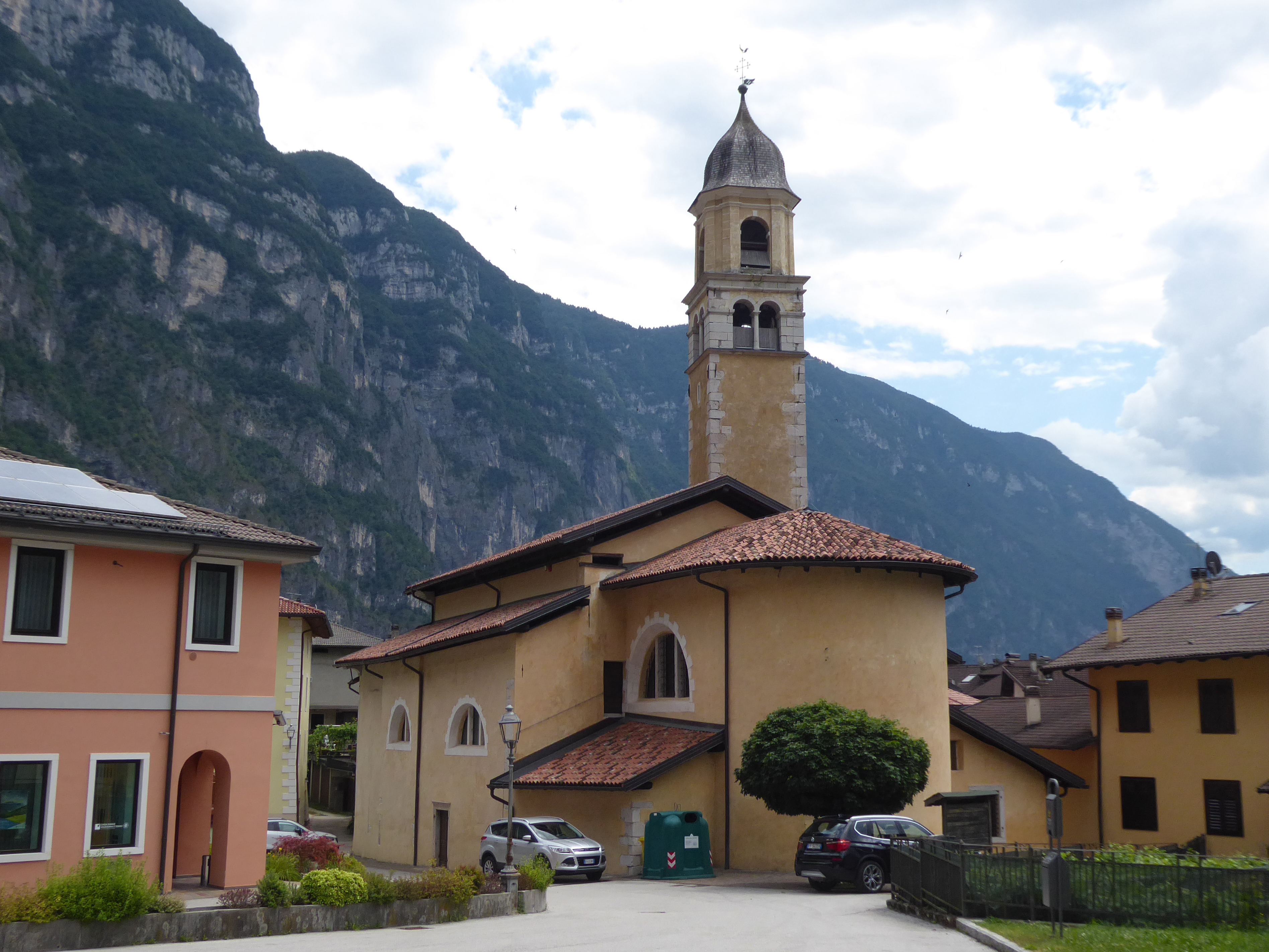
Vista dal retro

La chiesa è documentata per la prima volta nel 1438 ma, da scavi archeologici in loco e da frammenti di affreschi più antichi ancora presenti, si deduce che un luogo di culto esisteva sul posto almeno dal XIII secolo, di cui la chiesa quattrocentesca sarebbe un ampliamento. Le date di questa ricostruzione non sono note, ma sulle chiavi di volta dei costoloni sono presenti gli stemmi di Sigismondo di Lussemburgo (Sacro Romano Imperatore dal 1433 al 1437) e di Antonio Pizzamano (vescovo di Feltre tra il 1504 e il 1512), di conseguenza essa si può collocare tra questi due lassi di tempo (la consacrazione dell'altare maggiore è attestata nel 1474, ma è plausibile che sia avvenuta con la chiesa ancora in costruzione). Di questa chiesa, che rientrava nello schema delle Hallenkirche introdotte in Trentino da Johannes Hinderbach, sopravvivono solo le odierne tre navate centrali.
Tra il 1625 e il 1627 maestranze milanesi ricostruirono il campanile, apportando altre finiture fino al 1645; la torre venne allora a trovarsi all'angolo sud-est della chiesa, presso la facciata, sul lato opposto a dove si trovava prima. Tra agosto e novembre del 1748, il paese di Grigno venne colpito da due alluvioni del torrente Grigno, che danneggiarono gravemente anche la chiesa; oltre a venire riempita di fango, vennero danneggiate le cappelle laterali e andarono distrutti il presbiterio e la vecchia sagrestia, insieme con gran parte dell'archivio parrocchiale. Nel 1752 vennero aggiunte due navate laterali, inglobando le cappelle laterali danneggiate, ed entro il 1773 vennero rifatti il presbiterio e l'abside e aggiunte due nuove sagrestie. Nel 1882, l'ennesima alluvione causò la perdita degli arredi.
Verso la fine dell'Ottocento emerse il progetto di ricostruire interamente la chiesa, che però venne accantonato nel 1898, in favore di un rifacimento della facciata neoclassica in stile eclettico, nonché del tetto; seguì nel 1900 un restauro, che comportò l'abbassamento del pavimento di circa quaranta centimetri e la demolizione di quattro altari.
La prima guerra mondiale causò pesanti danni alla struttura; vennero accesi fuochi all'interno della chiesa, rovinando il pavimento, e vennero asportati pressoché tutti gli arredi, incluse le porte. Nel 1920 ci fu un tentativo di restauro, con il quale emerse l'affresco in controfacciata, ma in seguito la struttura venne giudicata non risanabile e, nel 1933, sconsacrata e sostituita dalla nuova chiesa di San Giacomo Maggiore. La vecchia pieve venne destinata a teatro, quindi a cinema e poi ancora a negozio, rimaneggiandola pesantemente e causando gravi danni alle strutture architettoniche e all'impianto decorativo. Nel 1982 nuove leggi provinciali permisero di avviare un nuovo restauro generale, ma la quantità di lavoro venne sottostimata e così l'opera rimase ferma e l'edificio abbandonato fino al completamento dei lavori tra il 2000 e il 2006; la chiesa rimane comunque sconsacrata e destinata a manifestazioni culturali.

## Descrizione

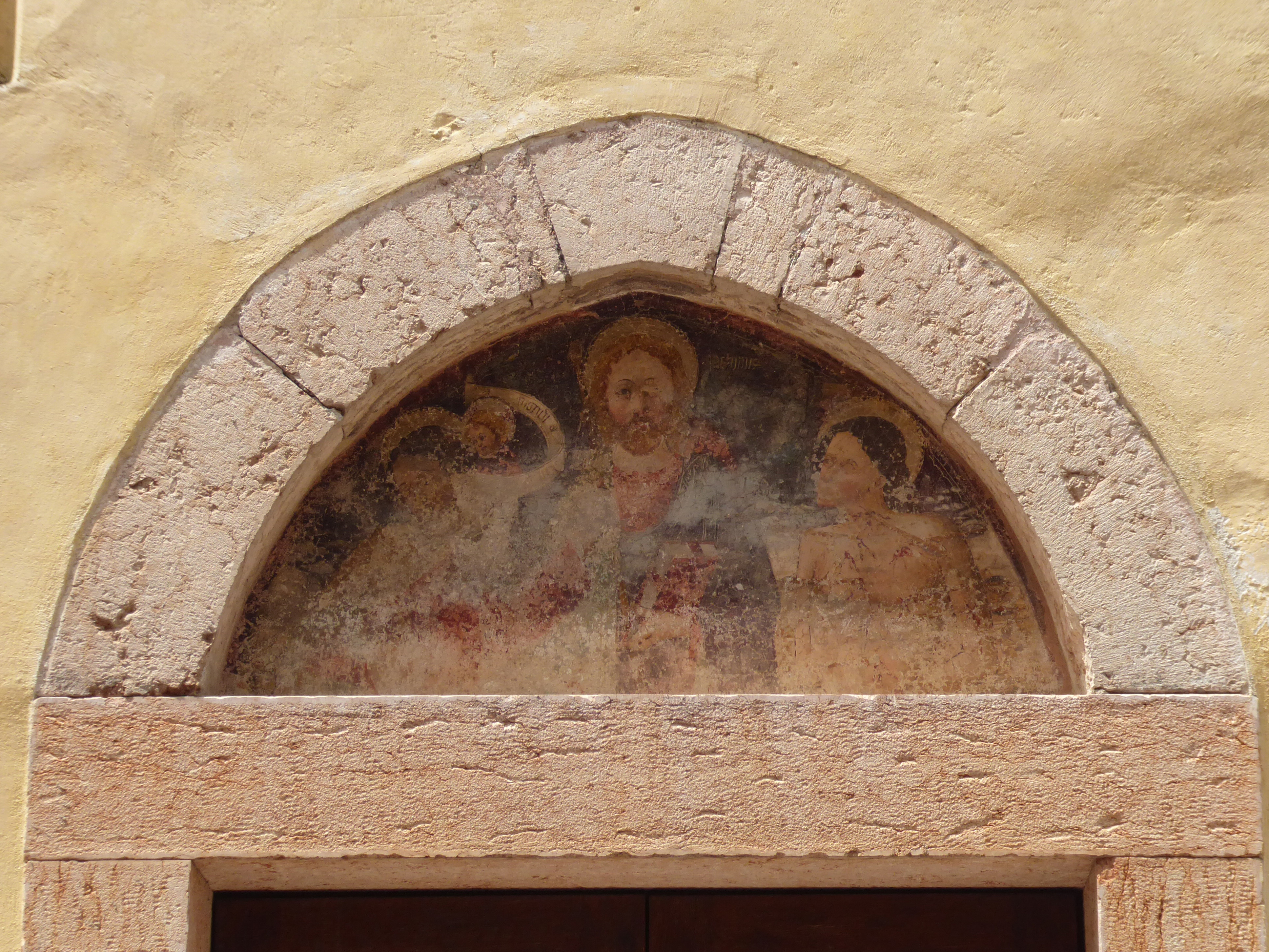
Affresco nella lunetta sopra al portale d'ingresso, raffigurante i due santi titolari con san Sebastiano

### Esterno
La chiesa si trova al centro del paese di Grigno, orientata verso sud-ovest. La facciata di fine Ottocento, elemento più recente dell'edificio, è a salienti: le parti più basse corrispondono alle due navate esterne, mentre la parte centrale, corrispondente alle tre navate più antiche, è suddivisa in altrettante sezioni da lesene tuscaniche di ordine gigante elevate su alti plinti, e sormontate da un cornicione aggettante (sotto il quale emerge ancora un pezzo del rosone quattrocentesco) e quindi da un frontone triangolare; in essa si aprono il portale d'ingresso, rialzato su quattro gradini e sormontato da una lunetta cieca affrescata con figure dei santi Cristoforo, Giacomo e Sebastiano, e tre finestre semicircolari, una per ogni sezione.
La due fiancate sono aperte ognuna da due finestre termali a semicerchio e da un ingresso laterale; ai lati del presbiterio emergono le sagrestie, ciascuna di esse con una finestra analoga a quelle delle fiancate. Contro il lato sinistro della facciata si appoggia il campanile seicentesco a pianta quadrata, con porta d'ingresso sul lato esterno e alto zoccolo lapideo lungo tutto il perimetro; i profili sono ornati da conci lapidei a vista, e sulle fiancate si trovano una meridiana e due quadranti d'orologio. La torre ha due celle campanarie, divise da un cornicione: quella inferiore, caratterizzata da un paramento lapideo, è bucata da bifore su ciascun lato, mentre quella superiore, a pianta ottangonale e più alta, è dotata di paraste sugli spigoli e quattro monofore sui lati più ampi; chiude il campanile una cupola a otto spioventi in scandole, sormontata da una banderuola con galletto.

### Interno

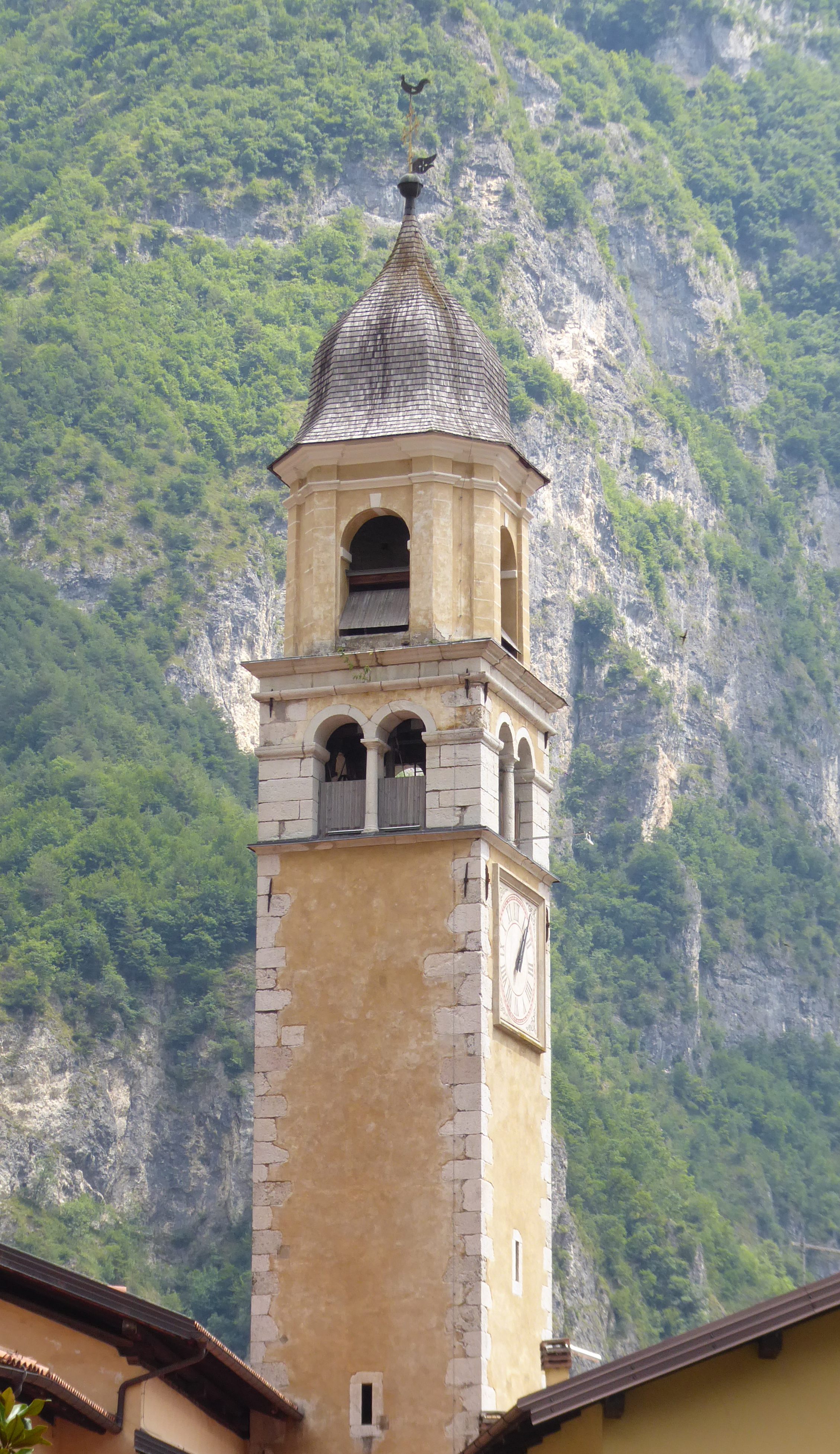
Campanile

L'interno è ad aula unica, suddivisa in cinque navate, di cui le tre più interne risalenti alla costruzione quattrocentesca, e le due più esterne aggiunte nel Settecento. La composizione delle navate è eterogenea: quella centrale è coperta da una volta stellata con costoloni a vista, e suddivisa in tre campate da archi a sesto acuto; ai suoi fianchi stanno le due navate laterali più interne, analoghe, ma molto più strette e coperte invece da volte a crociera. Le due navate più esterne sono suddivise da arcate a tutto sesto in due campate quella di sud-est, e in tre quella di nord-ovest. Anche i pilastri che separano le navate sono variegati, con le due file più esterne composte da pilastri rettangolari, e le due file interne a colonne cilindriche, con capitelli pietra bianco-rosa ciascuno diverso dagli altri.
Un arco santo a sesto acuto introduce al presbiterio settecentesco, rialzato di due gradini, a pianta rettangolare larga come la navata centrale e coperto da una cupola poggiata su quattro pennacchi; ai suoi fianchi vi sono le due sagrestie, accessibili sia dal presbiterio, sia dalle navate: quella di nord-ovest ha soffitto con volta unghiata, e quella di sud-est con volta a crociera. La chiesa si conclude con l'abside semicircolare, con pareti scandite da lesene a capitelli ionici che sorreggono un cornicione, sopra il quale si chiude una calotta semisferica.
L'impianto decorativo è eterogeneo: il presbiterio è in stile barocco, ed è decorato da stucchi e da un grande dipinto murale nella cupola raffigurante l'assunzione di Maria, con i quattro Evangelisti nei pennacchi. Nell'aula sono presenti affreschi di mani ed epoche diverse, tra cui: una scena forse di esorcismo sul pilastro di destra (magari san Giacomo che converte il mago Ermogene scacciandone il demonio), risalente alla seconda metà del Seicento e di scuola forse trentina o atesina; il Trono di Grazia con i santi Nicola, Giovanni Battista, Sebastiano e Lucia sull'altare in cornu epistolae, e i busti dei dodici apostoli sull'arco santo, tutti attribuibili a un artista veneto di ambito montagnesco di inizio Cinquecento (forse lo stesso della lunetta sopra il portale esterno); un giudizio universale in controfacciata, la Madonna Assunta con le sante Apollonia e Giuliana sull'altare in cornu evangelii, e sant'Anna Metterza sul pilastro sinistro, questi riconducibili al cosiddetto "Secondo Maestro della Valsugana", un pittore locale attivo negli anni 1520 e 1530. Oltre a questi, sono presenti in vari punti frammenti di affreschi tre e quattrocenteschi, e anche dipinti murali risalenti al 1679 nella navata esterna destra. Nella navata meridionale è infine presente l'ancona lignea dell'altare del Rosario, attribuibile forse alla bottega di Giambattista Pivio di Strigno, attivo all'inizio del Seicento.